# Niedźwiedź grizli
Niedźwiedź grizli, grizli, grizzly, niedźwiedź szary (Ursus arctos horribilis) – podgatunek niedźwiedzia brunatnego, drapieżnego ssaka należącego do rodziny niedźwiedziowatych. Pierwotnie zamieszkiwał rozległe obszary Ameryki Północnej, obecnie głównie północno-zachodnią jej część.

## Taksonomia
Takson ten po raz pierwszy naukowo opisał w 1815 roku amerykański przyrodnik George Ord, nadając mu nazwę Ursus horribilis. Jako miejsce typowe odłowu okazu typowego Ord wskazał „rzekę Missouri, trochę powyżej ujścia rzeki Poplar, na północny wschód od Montany”.

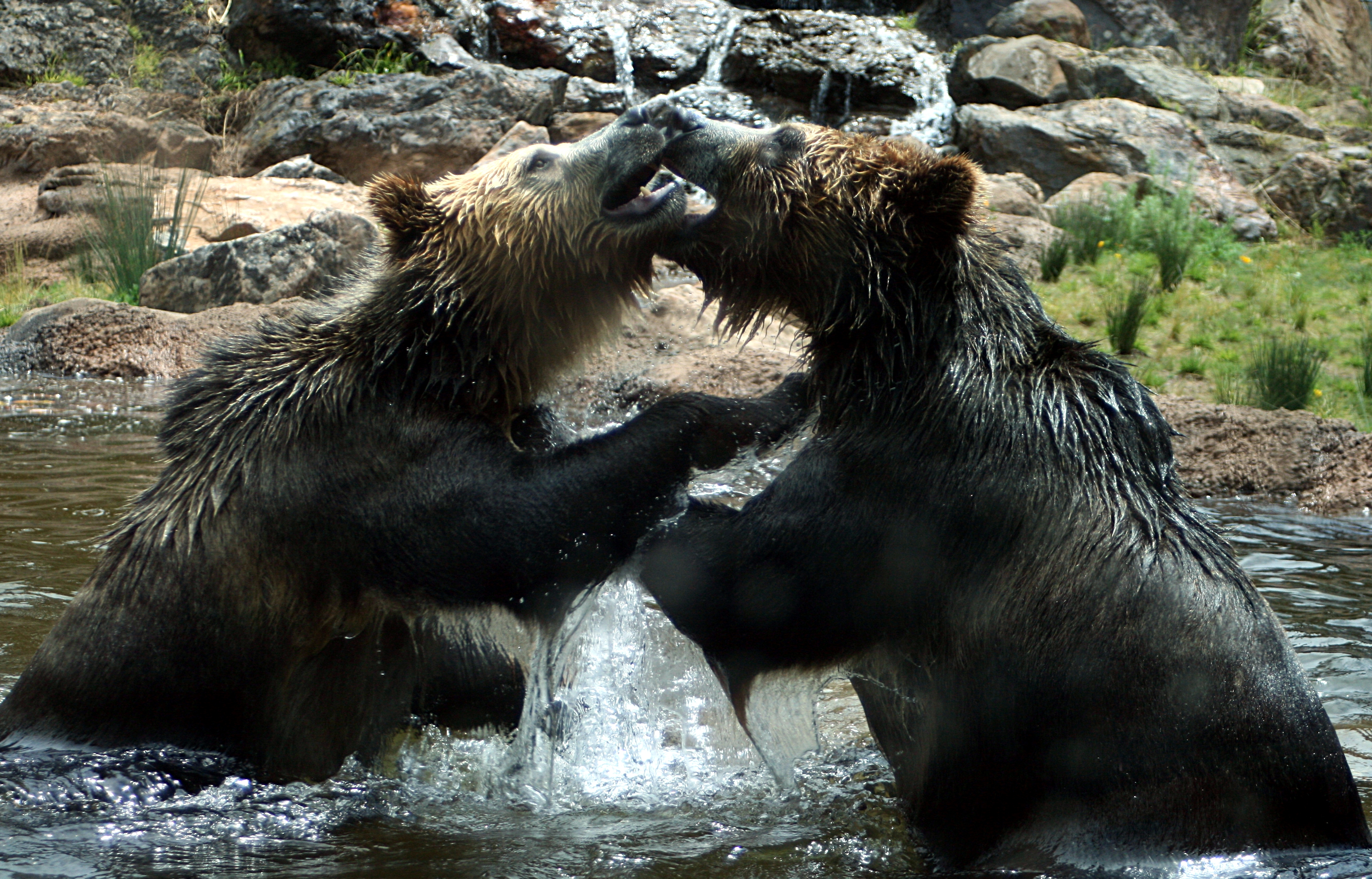
Niedźwiedzie grizli w postawie bojowej

## Zasięg występowania
Niedźwiedź grizli występuje w zach. Kanadzie (Jukon, Terytoria Północno-Zachodnie, Kolumbia Brytyjska i Alberta) oraz środkowej części zach. Stanów Zjednoczonych (wytępiony od płd. Wyomingu aż do Meksyku). 
W przeszłości niedźwiedzie te zasiedlały znaczną część dzisiejszych Stanów Zjednoczonych, a ich zasięg na południe ciągnął się aż po Meksyk. Zamieszkiwały Wielkie Równiny i obszary pustynne, gdzie występowały wzdłuż rzek. Grizli zostały wytępione w wielu miejscach, między innymi z regionu Wielkich Równin i całego obszaru na południe od Parków Narodowych Yellowstone i Grand Teton. W amerykańskiej części Gór Skalistych populacje ostały się w Parkach Narodowych Yellowstone i Glacier, w północno-zachodniej Montanie oraz skrajnie północnym Idaho. Duża populacja zamieszkuje Alaskę i północną Kanadę, natomiast populacja w Kolumbii Brytyjskiej i Albercie została mocno przetrzebiona.

## Morfologia
Długość ciała wynosi 1–2,8 m, masa 180-680 kg; samce są przeciętnie 1,8 raza cięższe od samic. Sierść ma barwę od jasnopłowej po ciemnobrązową. Pysk zaokrąglony, uszy krótkie i okrągłe. Pazury przednich łap są bardzo długie, dzięki czemu mogą z powodzeniem grzebać w ziemi. Nazwa grizzly pochodzi od faktu, że niekiedy włosy są biało zakończone, co nadaje im szpakowaty wygląd – ang. grizzled.

## Ekologia i zachowanie
Zamieszkują tereny otwarte, takie jak tundra, górskie łąki i wybrzeża. Preferują obszary położone nad rzekami lub strumieniami. Są wszystkożerne. Z roślin najczęściej jedzą mięsiste korzenie, owoce (w tym jagody), trawy i rośliny zielne. Zjadają również ryby (w szczególności łososie), gryzonie takie jak świstaki, padlinę i kopytne, np. łosie, karibu i jelenie. Biegnąc mogą osiągać prędkość 55 km/h. 
Zależnie od długości zimy w gawrze mogą spędzić do 7 miesięcy. W styczniu lub lutym samice rodzą od 1 do 4 (przeważnie 2) młodych. Do wiosny opiekują się nimi w gawrze. Matka zajmuje się potomstwem przez kolejne 2 lata; zazwyczaj młode oddzielają się od niej w wieku 2,5 roku. Na wolności grizli dożywają 30 lat, większość ginie jednak przed 25. rokiem życia.
W 2005 roku Werner Herzog nakręcił film Grizzly Man o samozwańczym obrońcy tych niedźwiedzi i dokumentaliście amatorze Timothym Treadwellu.